# Länsväg 207
Länsväg 207 går sträckan Örebro – Odensbacken, helt inom Örebro län, Sverige. Längden är 27 km.

## Anslutningar
Den ansluter till:
- Riksväg 52
- I Örebro ansluter den också till två sidovägar till riksvägsnätet, E20.05 (Centrum – E20 Aspholmen/Bista) och 51.01 (Örebro – Kvarntorp)

## Historia
Vägen har haft nummer 207 sedan nummerreformen 1962. Innan dess hade vägen numret 226. 
Vägen har gått i samma sträckning sedan dess, förutom förbifarten förbi Ekeby-Almby som är nyare.